# Josef Kuwasseg

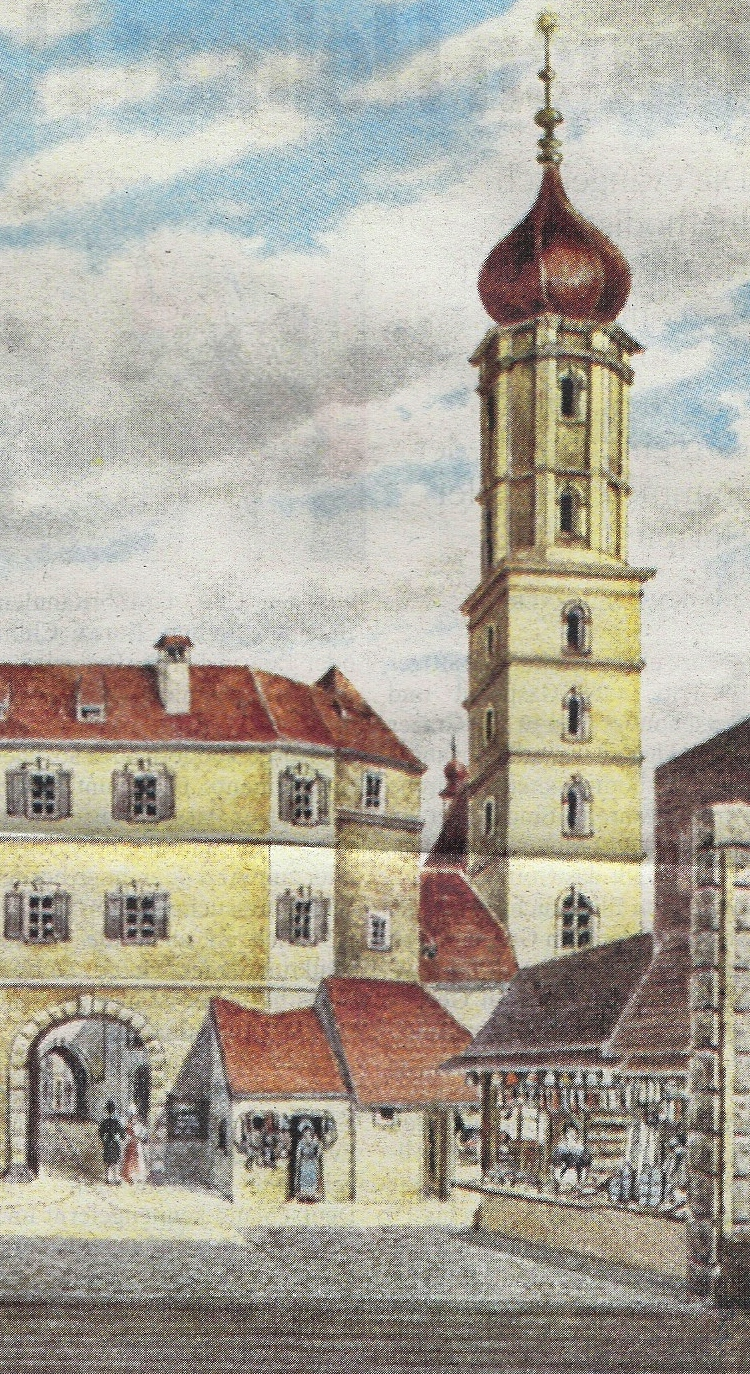
Graz, Murtore und Franziskanerkirche, Aquarell 1835

Josef Kuwasseg (* 25. November 1799 in Triest; † 19. März 1859 in Graz) war ein österreichischer Landschaftsmaler, Lithograf und Schriftsteller.

## Leben
Josef Kuwasseg (auch Kuwassegg, Kuwasegk) wurde als Sohn des Kaufmanns Josephus Kubasseg und der Rosa Hehemperger geboren. Josef war der älteste von vier Söhnen und hatte noch eine Schwester. Seine beiden Brüder Karl Josef Kuwasseg (1802–1877) und Leopold (1804–1862) wurden ebenfalls Maler und Lithografen. 1809 übersiedelte die Familie nach Graz. Nach dem frühen Tod seines Vaters wuchs er bei einem Onkel in Luttenberg auf. Schon damals zeigte sich sein Zeichentalent. Von Gönnern unterstützt, konnte er in den Jahren 1817 und 1818 die Ständische Zeichenakademie in Graz unter Andreas Hardter (1780–1816) und  Josef August Stark (1782–1838) besuchen. Ab 1824 war er für die Grazer Verlage Joseph Franz Kaiser und Heribert Lampel tätig. Von 1826 bis 1832, zeitweise gemeinsam mit seinem jüngeren Bruder Karl, bei der lithografischen Anstalt der Brüder Matthäus und Josef Trentsensky in Wien als Zeichner und Lithograf. 1830 kehrte Josef Kuwasseg nach Graz zurück und setzte seine lithografische Tätigkeit bei den Grazer Verlagen Josef Franz Kaiser und später bei Heribert Lampel fort. Zusätzlich war er als Mitarbeiter an der Planung der neuen Parkanlagen auf dem Grazer Schloßberg durch Ludwig Freiherr von Welden (1780–1853) tätig. Für Franz Unger, Paläobotaniker an der Universität Graz, war er in den Jahren 1851 bis 1858 lithografisch tätig. 
Josef Kuwasseg war zweimal verheiratet, mit Maria Frey († 1844) und Marianne Kernreich († 1858). Beide Ehen blieben kinderlos.

## Werk

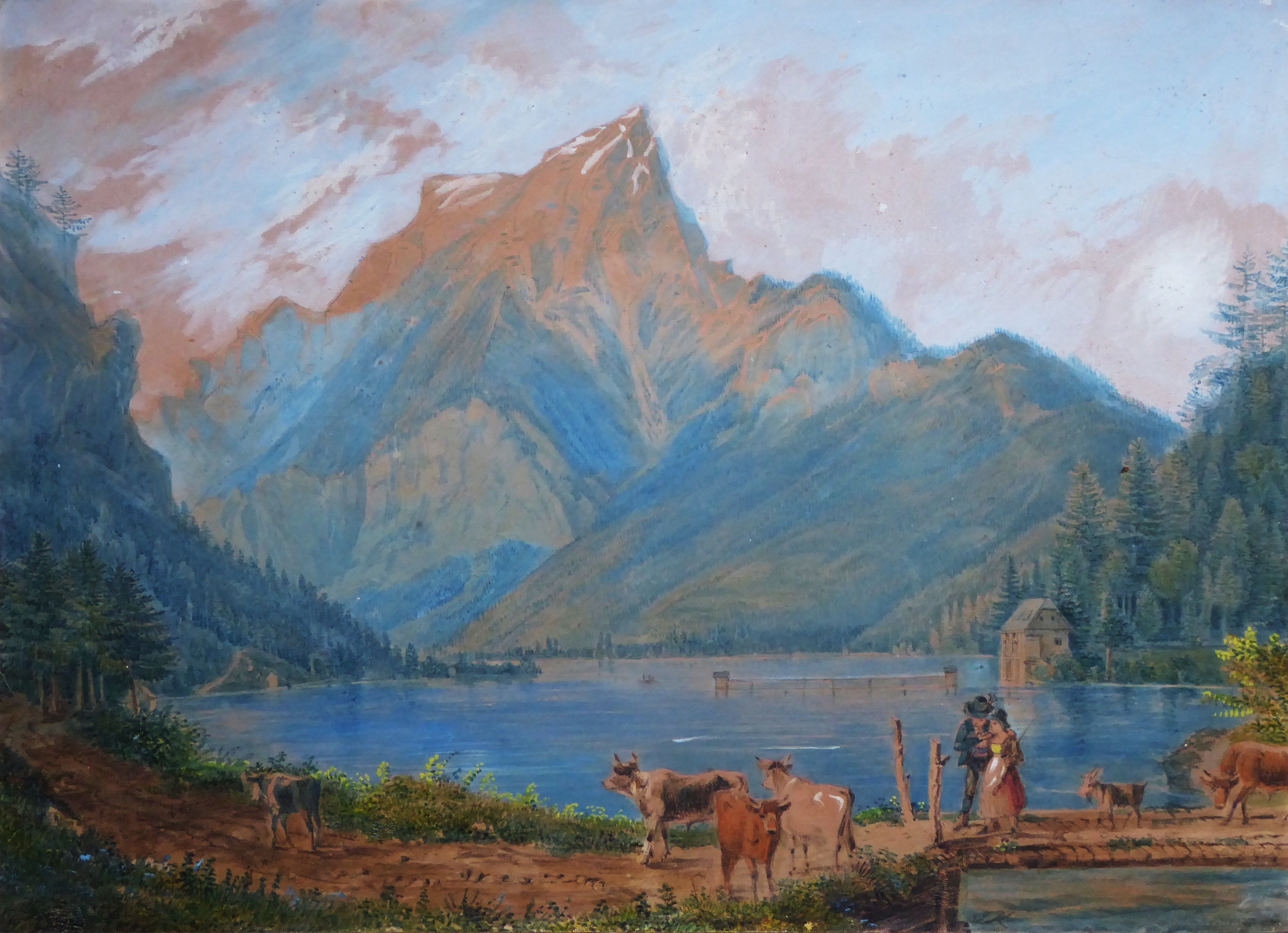
Josef Kuwasseg: Leopoldsteiner See

Indem Josef Kuwasseg sich von der barocken und klassizistischen Malerei entfernte, entwickelte er einen neuen realistischen Stil in der Schilderung der steirischen Landschaft. Sein Stil wurde beispielgebend, obwohl er weder als Lehrer an der Ständischen Zeichenakademie Graz unterrichtete noch als Kammermaler in Diensten für Erzherzog Johann, wie zeitgleich andere Künstler, wie etwa Matthäus Loder oder Thomas Ender, beauftragt wurde. Es entstehen umfassende Zeichnungen. Verschiedene Baumarten sind gut zu erkennen, dennoch verlor Kuwasseg sich nicht im Detail. Bilder, die zunächst lithografiert wurden und die allgemeine Anerkennung fanden, hat Kuwasseg  später selbst in vergrößertem Maßstabe in Aquarell ausgeführt. Seine Aquarelle vermitteln durch Licht- und Schattengebung eine gewisse Atmosphäre. Er malte Landschaftsbilder ebenso in Öl und versuchte sich gelegentlich auch in der Wandmalerei. Kuwasseg verfasste auch kunstpädagogische und kunsttheoretische Schriften.
Bei Ankäufen fanden seine Grafiken und Aquarelle seinerzeit mehr Wertschätzung in England als vor Ort. Die Lithografien, wie die Ansichten der Steiermark, von Graz und der Grazer Burg – vor und nach deren Zerstörung in den Jahren 1853 und 54 – oftmals gemeinsam mit seinem Schüler und Freund Carl Reichert erarbeitet, gelten bis heute als bedeutende topographisch-historische, kunst-, industriegeschichtliche und volkskundliche Bilddokumente.
Sein bedeutendster Schüler, Hermann Freiherr von Königsbrunn, brachte in seiner Selbstbiographie auch eine gute Charakteristik seines Lehrers Josef Kuwasseg und berichtete Einzelheiten über sein Leben und Schaffen.